# Abaris
Abaris é um gênero de insetos coleópteros da família dos carabídeos.